# 6th Generation
6th Generation（シックスジェネレーション）は、宮城県・川崎町在住のトラックメイカー/DJである。

## プロフィール
宮城蔵王のふもと川崎町と仙台を拠点にするビートメイカー、DJ。

HEART BEATを感じるHIPHOPを軸に、BLACK MUSICをOUTPUT。キレのあるスクラッチと二枚使いでオーディエンスの首を揺らす。
 
2013年4月、在仙アーティストBUZZ & DJ K-SUKEのアルバム 『BUZZ DRUG』に楽曲提供。同年8月に7インチアナログのみでリリースされた松竹梅レコーズ10周年企画第2弾となる「"EL DA SENSEI(Artifacts) &HUNGER(GAGLE)"によるコラボ曲をプロデュース。 2014年、オランダのKID SUBLIMEの『The Nippon Fluteloop』（feat. BUZZ）をリミックス。

2015年8月、DJ MITSU THE BEATS(GAGLE), grooveman spot(ENBULL)に続く、横顔ジャケットでアルバム『The Right Way』を発表。
HUNGER(GAGLE)・KGE THE SHADOWMEN・菅原信介・CHI3CHEE・ RITTO・BUZZ・Cello a.k.a massanらをフィーチャー。

## 楽曲の特徴
デビューアルバムの発売にともない行われた河北新報のインタビューにおいて、「ジャズやソウルミュージックの要素を取り入れた個性的なヒップホップ」と自身の楽曲について語っている。
。

## バイオグラフィー

### アルバム
- 2015年8月19日　『The Right Way』

### ミックスCD
- 2015年7月24日　『IMA 16』

## 引用
“6th Generation ：遊び心満載 初アルバム”. 河北新報. (2015年9月25日)

## 参考
“6th generation×仙台9,郡山1MC”.   仙台発、HIP HOPグループ「SOUND MARKET CREW」オフィシャルブログより(日本). 2015年9月9日閲覧。
“THE RIGHT WAY”.   Akashic Records
仙台ストリートファッションショップAGITのMO-IIのブログ(日本). 2015年7月11日閲覧。
““THE RIGHT WAY””.   SHAPES  仙台のストリートファッションショップのブログより(日本). 2015年8月19日閲覧。
“6th Generation デビューアルバム”THE RIGHT WAY””.   SHINCHAN BLOG
参加アーティスト菅原信介のブログより (日本). 2015年7月28日閲覧。